# Дјевојка и храст
Дјевојка и храст је југословенски филм из 1955. године. Режирао га је Крешимир Голик, а сценарио је писао Мирко Божић.

## Радња
Радња филма се дешава у далматинској загори. Подли и страшћу растргани Јосип жели за себе Смиљу, коју је његов отац усвојио док је била још девојчица. Смиљи се више свиђа сензибилни младић Иван који је у њу заљубљен, због чега је Јосип излуђен љубомором. Због тога Јосип одлучује убити недужног младића.

## Улоге
| Глумац            | Улога                         |
| ----------------- | ----------------------------- |
| Лука Апарац       | Илија, Иванов брат            |
| Столе Аранђеловић | Петар, Иванов брат            |
| Јосип Батистић    | Свештеник                     |
| Виктор Бек        | Марко                         |
| Ивка Берковић     | Иванова мајка                 |
| Зорка Фаловић     |                               |
| Миле Гатара       |                               |
| Ратко Главина     |                               |
| Андреј Курент     | Иван                          |
| Јосип Марача      |                               |
| Андро Марјановић  | Сељак (као Андро Маријановић) |
| Тамара Милетић    | Смиља                         |
| Драго Митровић    | Павле                         |
| Јосип Петричић    | Роко                          |
| Миодраг Поповић   | Бојан                         |
| Виолета Прошевска | Смиља као девојчица           |
| Миа Сасо          | Смиљина мајка                 |
| Љуба Тадић        | Јосип                         |

Комплетна филмска екипа  ▼
| Редитељ                   | Крешимир Голик    |                                |
| Сценариста                | Мирко Божић       |                                |
| Композитор                | Бранимир Сакач    |                                |
| Директор фотографије      | Франо Водопивец   |                                |
| Mонтажер                  | Радојка Танхофер  | (као Радојка Иванчевић)        |
| Сценограф                 | Франо Шимуновић   |                                |
| Уметнички директор        | Здравко Гмајнер   |                                |
| Костимограф               | Власта Хегедушић  |                                |
| Одсек за шминку           | Ванда Петровић    | шминкерка (као Ванда Прибртић) |
| Менаџер продукције        | Фрањо Бенковић    | организатор                    |
| Менаџер продукције        | Мирко Лукавац     | директор филма                 |
| Помоћник режије           | Војдраг Берчић    | помоћник редитеља              |
| Помоћник режије           | Бранко Ранитовић  | помоћник редитеља              |
| Уметнички одсек           | Петар Ловрић      | набавни реквизитер             |
| Уметнички одсек           | Франо Симуновић   | уметнички консултант           |
| Одсек за звук             | Федор Јелер       | асистент звука                 |
| Одсек за звук             | Алберт Прегерник  | тонски сарадник                |
| Одсек за камеру и расвету | Драгутин Новак    | вођа расвете                   |
| Одсек за камеру и расвету | Јуре Руљанчић     | пратилац камере                |
| Одсек за камеру и расвету | Јарослав Задразил | пратилац камере                |
| Одсек за монтажу          | Невенка Црнобори  | асистент монтажера             |
| Музички одсек             | Теа Бруншмид      | музички уредник                |
| Музички одсек             | Бранимир Сакач    | диригент                       |
| Остала екипа              | Елза Рајаковић    | секретар режије                |

## Награде
Пула 55' - Арена са златном медаљом за фотографију; Награда града Пуле за главну улогу Тамари Марковић; Награда жирија критике за сценариј и фотографију.